# Liga Mexicana de Béisbol 1938
La Temporada 1938 de la Liga Mexicana de Béisbol fue la edición número 14. Para este año hubo una reducción de 12 a 8 equipos, los equipos que desaparecieron fueron: Electricistas del Necaxa, Agricultura de México, Tránsito de México y Petroleros de México, el resto de los equipos se mantienen en su sede. El calendario constaba de 49 juegos que se jugaban por primera vez en un rol corrido, el equipo con el mejor porcentaje de ganados y perdidos se coronaba campeón de la liga. 
Los Rojos del Águila de Veracruz obtuvieron el segundo título y primer bicampeonato de su historia al terminar en primer lugar con marca de 40 ganados y 9 perdidos, con 6 juegos de ventaja sobre el Agrario de México. El mánager campeón fue Agustín Verde.

## Equipos participantes
| Liga Mexicana de Béisbol 1938 |           |                          |
| Equipo                        | Fundación | Ciudad                   |
| Agrario de México             | 1935      | México, D. F.            |
| Alijadores de Tampico         | 1937      | Tampico, Tamaulipas      |
| Cafeteros de Córdoba          | 1934      | Córdoba, Veracruz        |
| Cerveceros de Nogales         | 1936      | Nogales, Veracruz        |
| Cidosa de Río Blanco          | 1937      | Río Blanco, Veracruz     |
| Gallos de Santa Rosa          | 1935      | Ciudad Mendoza, Veracruz |
| Rojos del Águila de Veracruz  | 1903      | Veracruz, Veracruz       |
| Tigres de Comintra            | 1928      | México, D. F.            |

## Posiciones
| Liga Mexicana de Béisbol | Liga Mexicana de Béisbol | Liga Mexicana de Béisbol | Liga Mexicana de Béisbol | Liga Mexicana de Béisbol |
| Equipo                   | JG                       | JP                       | PCT                      | JV                       |
| ------------------------ | ------------------------ | ------------------------ | ------------------------ | ------------------------ |
| Águila                   | 40                       | 9                        | .816                     | -                        |
| Agrario                  | 33                       | 14                       | .702                     | 6.0                      |
| Tampico                  | 32                       | 15                       | .681                     | 7.0                      |
| Córdoba                  | 29                       | 17                       | .630                     | 9.5                      |
| Nogales                  | 22                       | 27                       | .449                     | 18.0                     |
| Santa Rosa               | 18                       | 28                       | .391                     | 20.5                     |
| Comintra                 | 16                       | 31                       | .340                     | 23.0                     |
| Río Blanco(1)            | 0                        | 49                       | .000                     | 40.0                     |

| Campeón de la Liga |

1 Después de perder 16 juegos, fue retirado de la liga y se le cargaron 33 derrotas.

## Designaciones
Se designó como novato del año a Ángel Castro de Alijadores de Tampico.

## Acontecimientos relevantes
- 4 de junio: Martín Dihigo de los Rojos del Águila de Veracruz impone récord al ponchar a 22 jugadores de los Tigres de Comintra en 13 entradas, récord que continúa vigente.[3]
- Martín Dihigo de los Rojos del Águila de Veracruz se convierte en el primer lanzador en la historia de la liga en ganar la Triple Corona de pitcheo, al terminar con 0.900 de porcentaje de ganados y perdidos con marca de 18-2, 0.90 en porcentaje de carreras limpias y 184 Ponches.[4]